# Саткин Сасикбаєв
Саткин Сасикбаєв (25 вересня 1907, с. Карагайлуу-Булак, Кемінський район, Киргизька РСР — 4 квітня 1997) — радянський і киргизький письменник, прозаїк, поет, журналіст, перекладач. Заслужений працівник культури Киргизької РСР (1974), член Спілки письменників СРСР (1936), член Спілки журналістів СРСР (1960).

## Життєпис
Народився в сім'ї селянина-бідняка. Дитинство Саткина було важким. У дев'ятирічному віці під час киргизького повстання 1916 року родина Саткина змушена була покинути країну і втекти до Китаю. Влітку 1917 року родина повернулася на батьківщину. Навесні 1918 року помер його батько. У 1925 році С. Сасикбаєв вступив до Киргизького педагогічного технікуму в місті Бішкек.
Закінчивши технікум в 1929 році, С. Сасикбаєв працював в редакції газети «Эркин Тоо» літературним співробітником. Ще під час навчання в педтехнікумі, в 1927 році, С. Сасикбаєв разом з іншими учнями був на екскурсії в чеській комуні «Інтергельпо», де бачив, як чехословацькі робітники, інженери будували в Киргизії майстерні, фабрики, житлові будинки. Після цього С. Сасикбаєв написав перший нарис «Чехословаччина в Киргизії», опублікований потім у газеті «Эркин Тоо».
У 1932 році на основі нарису про «Інтергельпо» С. Сасикбаєв написав оповідання «Маленький робітник». У 1933 вийшла його перша збірка віршів «Іскра праці», присвячений працівникам промисловості і сільського господарства. У 1935 році окремим виданням вийшло його нове оповідання «Син чабана», в якому розповідалося про життя дітей робітників радгоспу «Кок-Мойнок». В кінці того ж року видав другу збірку віршів. У 1936 році його прийняли в члени Спілки письменників СРСР. У 1938 році вийшла третя збірка віршів С. Сасикбаєва, в якому відображалося нове соціалістичне життя киргизького народу.
Після війни С. Сасикбаєв часто бував на будівництвах, фабриках, заводах і шахтах. Особливо близькими стали молоді робітники шовкомотального комбінату в місті Оші. Глибоке знайомство з життям робітничої молоді, комсомольців комбінату дозволило С. Сасикбаєву створити повість «Дочка фабрики», яка вийшла киргизькою мовою в 1956 році.
Чимало творчих сил С. Сасикбаєв віддав справі перекладу творів російської та української літератури на киргизьку мову. Заслуженим успіхом у киргизького читача користувалися його переклади поем Тараса Шевченка «Мар'яна-черниця», повістей А. Гайдара «Військова війна», О. Бека «Волоколамське шосе», Н. Лікстанова «Малишок» та ін.